# Nationale rouw in Frankrijk
In Frankrijk wordt een periode van nationale rouw van overheidswege afgekondigd om de natie te doen stilstaan bij een ernstige, en ernstig treurige, gebeurtenis die van nationaal belang wordt geacht.
De formaliteiten omtrent een dag van nationale rouw zijn niet per wet vastgelegd. Voor de nationale rouw in september 2001 zijn deze formaliteiten bijvoorbeeld bepaald in een circulaire van de toenmalig eerste minister Lionel Jospin. Op z'n minst wordt elke keer de vlag halfstok gehangen.

## Overzicht van de dagen van nationale rouw
Het onderstaande overzicht van dagen van nationale rouw bevat de dagen die door de Franse regering of president als nationale rouwdag werden aangezien.
| Datum                                        | Protocollaire handeling(en)                               | Reden                                      | Datum gebeurtenis | Beschrijving gebeurtenis | Doden / gewonden          |
| -------------------------------------------- | --------------------------------------------------------- | ------------------------------------------ | ----------------- | ------------------------ | ------------------------- |
| 9 maart 1930                                 |                                                           | Overstromingen in het Zuiden van Frankrijk |                   |                          |                           |
| 12 november 1970                             |                                                           | Overlijden van Charles de Gaulle           | 9 november 1970   |                          |                           |
| 6 april 1974                                 |                                                           | Overlijden van Georges Pompidou            | 2 april 1974      |                          |                           |
| 11 januari 1996                              |                                                           | Overlijden van François Mitterrand         | 8 januari 1996    |                          |                           |
| 14 september 2001                            |                                                           | Aanslagen op 11 september 2001             | 11 september 2001 |                          |                           |
| 8 januari 2015                               | Vlaggen halfstok voor 3 dagen, minuut stilte op 8 januari | Aanslag op Charlie Hebdo                   | 7 januari 2015    |                          | 12 doden en 17 gewonden   |
| 15 november 2015 tot en met 17 november 2015 |                                                           | Aanslagen in Parijs van november 2015      | 13 november 2015  |                          | 129 doden en 320 gewonden |
| 16 juli 2016 tot en met 18 juli 2016         |                                                           | Aanslag in Nice op 14 juli 2016            | 14 juli 2016      |                          | 87 doden en 434 gewonden  |
| 30 september 2019                            |                                                           | Overlijden van Jacques Chirac              | 26 september 2019 |                          |                           |
| 9 december 2020                              |                                                           | Overlijden van Valéry Giscard d'Estaing    | 2 december 2020   |                          |                           |

Daarnaast zijn er ook dagen waarbij bepaalde rouwhandelingen worden uitgevoerd zonder dat daarbij een officiële dag van nationale rouw was afgekondigd.
| Periode                                   | Protocollaire handeling(en)   | Reden                                                | Datum gebeurtenis | Doden / gewonden             |
| ----------------------------------------- | ----------------------------- | ---------------------------------------------------- | ----------------- | ---------------------------- |
| 3 april en 8 april 2005                   | Vlaggen halfstok voor 2 dagen | Overlijden van Paus Johannes Paulus II               | 2 april 2005      |                              |
| 1 juni 2009                               | Vlaggen halfstok              | Vliegtuigramp met de Air France-vlucht 447           | 1 juni 2009       | 225 doden waarvan 72 Fransen |
| 6 december 2013                           | Vlaggen halfstok              | Overlijden van Nelson Mandela                        | 5 december 2013   |                              |
| 28 juli tot en met 30 juli 2014           | Vlaggen halfstok voor 3 dagen | Vliegtuigramp met de Air Algérie-vlucht 5017         | 24 juli 2014      | 116 doden waarvan 54 Fransen |
| 26 september tot en met 28 september 2014 | vlaggen halfstok voor 3 dagen | Onthoofding van Hervé Gourdel door moslimterroristen | 24 september 2014 |                              |